# Nathan T. Hopkins
Nathan Thomas Hopkins, född 27 oktober 1852 i Ashe County i North Carolina, död 11 februari 1927 i Pikeville i Kentucky, var en amerikansk baptistpastor och politiker (republikan). Han var ledamot av USA:s representanthus från februari till mars 1897. Han ifrågasatte med framgång valet av Joseph M. Kendall och fick sitta de sista veckorna av mandatperioden i representanthuset.
Hopkins är begravd på Potter Cemetery i Yeager i Pike County i Kentucky.